# Michel Boisrond
Michel Boisrond (Châteauneuf-en-Thymerais, 1921. október 9. – La Celle-Saint-Cloud, 2002. november 10.) francia filmrendező, forgatókönyvíró, színész.

## Életpályája
1945 után került a szakmába. 1946-ban lett segédrendező. Önálló munkával 1955-ben mutatkozott be.

## Munkássága
Stílusát kitűnő színészvezetés, ügyes technika és a közönségízlés ismerete jellemezte. Dolgozott Jean Cocteau, Jean Delannoy, Robert Vernay forgatócsoportjában. Fejlődésére a legnagyobb hatást René Clair gyakorolta, akinek több rendezésében részt vett (Az ördög szépsége, 1950; Az éjszaka szépei, 1952; A nagy hadgyakorlat, 1955). Főként a szórakoztató műfajt érezte sajátjának, s derűs vígjátékokon kívül hatásos üzletfilmeket is forgatott. Brigitte Bardot egyik népszerűsítője volt; az 1950-es évek közepén több ízben is főszereplőül választotta. 1959-ben Alain Delonnal dolgozott együtt két filmben (Gyenge asszonyok, Az iskolások útja). 1959-ben és 1963-ban Serge Gainsbourggal dolgozott együtt (Akar velem táncolni?; Comment trouvez-vous ma soeur?). 1960-1961 között Michel Galabru munkatársa volt (Un soir sur la plage; Híres szerelmek).

## Filmjei

### Filmrendezőként
- Adenbe érkezett (C'est arrivé à Aden...) (1956) (forgatókönyvíró is)
- Egy párizsi nő (1957) (forgatókönyvíró is)
- Gyenge asszonyok (1959) (forgatókönyvíró is)
- Az iskolások útja (1959)
- Akar velem táncolni? (1959) (forgatókönyvíró is)
- A francia nő és a szerelem (1960)
- Híres szerelmek (1961)
- Egy este a strandon (Un soir sur la plage) (1961) (forgatókönyvíró is)
- Szerencse a szerelemben (1962)
- Keressétek a bálványt! (1964) (filmproducer is)
- A milliárdokat érő ember (1967) (forgatókönyvíró is)
- A különleges lecke (La leçon particulière) (1968) (forgatókönyvíró is)
- Les folies Offenbach (1977-1978)
- A titkos fiók (1986)
- Série rose (1986-1991)
- Arsene Lupin legújabb kalandjai (1989-1990)

### Rendező-asszisztensként
- A királyasszony lovagja (1948)
- Az ördög szépsége (1950)
- Az éjszaka szépei (1952)
- A Kilimandzsáró hava (1952)
- Kegyelemlövés (1953)
- A nagy hadgyakorlat (1955)

### Színészként
- A szamuráj (1967)
- Tiszta ügy (1984)